# ラダメス・リズ
ラダメズ・コリー・リズ・ガルシア（Radhames Corey Liz Garcia, 1983年10月6日 - ）は、ドミニカ共和国・エル・セイボ州エル・セイボ出身のプロ野球選手（投手）。右投右打。メキシカンリーグのユカタン・ライオンズ所属。

## 経歴

### オリオールズ時代
2003年にボルチモア・オリオールズと契約を結んだ。この年は、傘下のルーキー級ドミニカン・サマーリーグでプレーした。
2004年は、前年同様ルーキー級ドミニカン・サマーリーグでプレーした。
2005年にアメリカに渡り、A-級アバディーン・アイアンバーズとA級デルマーバ・ショアバーズでプレーした。
2006年はA+級フレデリック・キーズでプレーした。この年の、オールスター・フューチャーズゲームに選出された。
2007年はAA級ボウイ・ベイソックスでプレーした。この年のイースタンリーグのオールスターゲームに選出された。6月1日のハリスバーグ・セネターズ戦では、ノーヒットノーランを達成した。8月24日にメジャー初昇格し、翌25日のロサンゼルス・エンゼルス・オブ・アナハイム戦でメジャーデビューを果たした。
2008年は、大半をAAA級ノーフォーク・タイズでプレーした。

### パドレス傘下時代

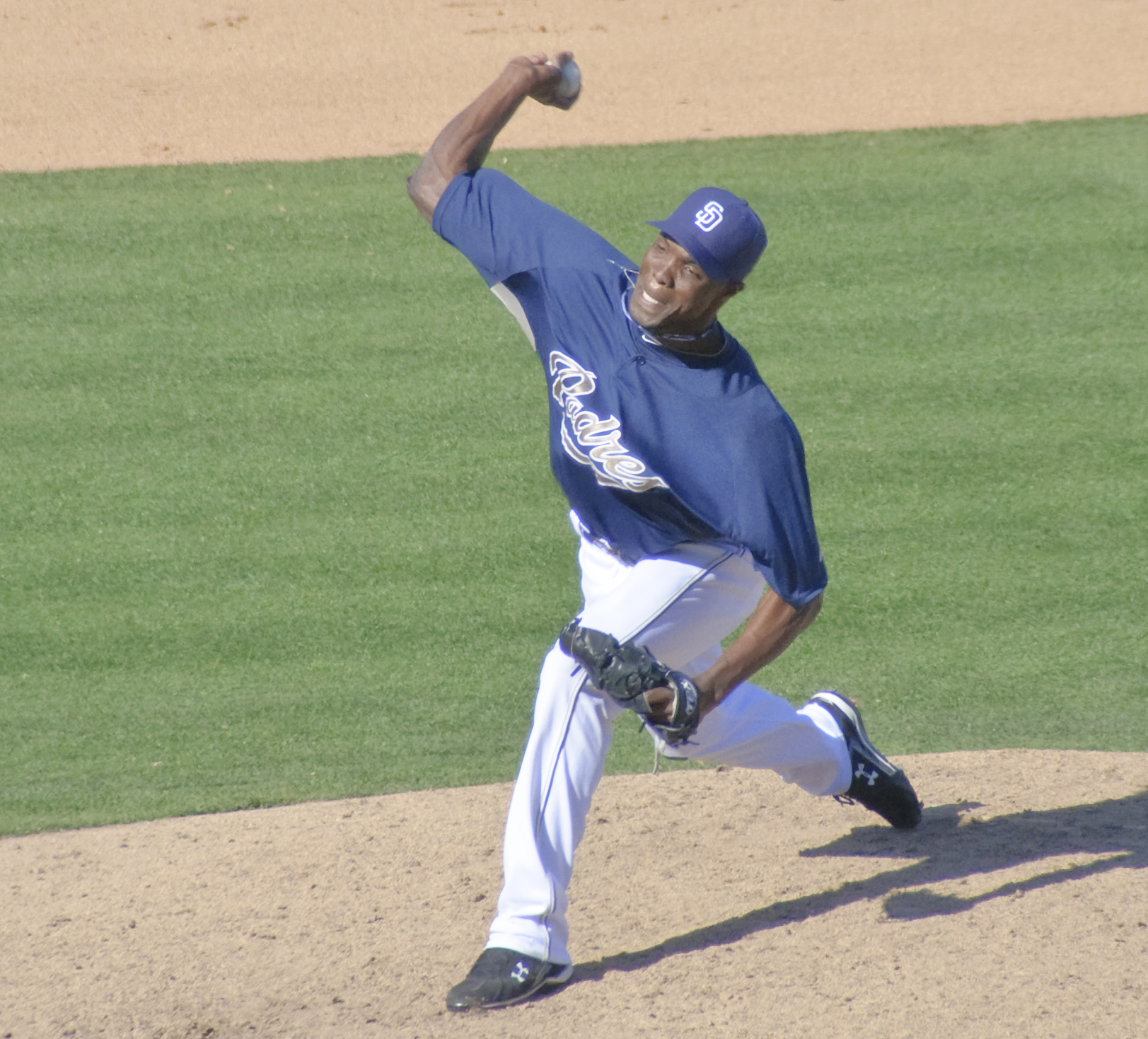
サンディエゴ・パドレスのスプリングトレーニング参加時（2010年）

2009年11月25日にウェーバーでサンディエゴ・パドレスへ移籍した。
2010年は、傘下のAAA級ポートランド・ビーバーズでプレーした。
2011年1月5日に解雇された。

### 韓国球界時代
2011年1月7日にKBOのLGツインズと契約を結んだ。LGでは主力投手として活躍し、8月26日には韓国プロ野球史上最速となる161km/hを記録。
2013年も年間を通して活躍し、最多奪三振のタイトルを獲得した。オフには、オリックス・バファローズが獲得に向けて調査していたが、実現しなかった。
2014年開幕前のキャンプで肘を故障し、解雇された。

### ブルージェイズ傘下時代
2014年3月8日にトロント・ブルージェイズとマイナー契約を結んだ。傘下のAAA級バッファロー・バイソンズへ異動となった。開幕は故障者リストで登録され、AA級ニューハンプシャー・フィッシャーキャッツで迎えた。2014年はメジャー昇格できなかった。

### パイレーツ時代
2014年11月20日、ピッツバーグ・パイレーツと2年総額300万ドルで契約した。
2015年5月25日にDFAとなり、6月3日に傘下のAAA級インディアナポリス・インディアンズに配属された。その後、ロースター拡大に伴って9月1日にメジャー昇格したが、15日に再びDFAとなり、11月4日に自由契約となった。

### 楽天時代
2015年11月26日、東北楽天ゴールデンイーグルスと1年契約、年俸1億円で契約合意したことが発表され、背番号は49に決まった。翌年1月29日にジェイク・ブリガム、ジャフェット・アマダーと共に入団会見が行われた。
2016年、開幕を一軍で迎え、3月26日の対福岡ソフトバンクホークス戦において同点の11回表に6番手で来日初登板し、1回を投げ被安打1、奪三振2、与四球1、無失点で初ホールドを記録した。6月1日の対阪神タイガース戦では初先発登板し、6回を投げ4失点で敗戦投手になった。11月19日、2017年の契約を行わず退団が決まったことが球団から発表され、12月2日付で自由契約選手となった。

### 楽天退団後
2017年は所属球団はなく、ドミニカ共和国のウィンターリーグに参加した。12月21日にミルウォーキー・ブルワーズとマイナー契約を結んだ。
2018年6月2日に自由契約となった。オフには前年と同じくドミニカのウィンターリーグに参加。

### 台湾球界時代
2019年2月1日、CPBLのLamigoモンキーズと契約したことが発表された。登録名は「李茲」。
チームが楽天モンキーズとなった2020年も契約したが、心身のコンディションが整っていないことから台湾に来ることができず、開幕前に退団となった。

### メキシカンリーグ時代
2021年2月23日、メキシカンリーグのユカタン・ライオンズが獲得したことを発表した。同年は10試合に先発登板し、4勝3敗、防御率3.96、50奪三振の成績を残した。2022年は15試合に先発登板し、3勝5敗、防御率3.96、69奪三振の成績で、チームのリーグ優勝に貢献した。
2022年12月2日、タイラー・アレクサンダーとのトレードでティフアナ・ブルズに移籍。2023年4月5日に一度リリースされるも、5月19日に正式契約を結んだ。6試合に先発登板し、1勝0敗、防御率2.96、20奪三振の成績で、6月25日に解雇された。
同年7月8日、ドスラレドス・オウルズと契約を結んだ。

## 選手としての特徴
楽天入団以前に最速163km/hを計測したことがあり、常時150km/h台の球を投げる。変化球はツーシーム、カーブ、スライダーなどを投げる。

## 詳細情報

### 年度別投手成績
| 年 度     | 球 団     | 登 板 | 先 発 | 完 投 | 完 封 | 無 四 球 | 勝 利 | 敗 戦 | セ 丨 ブ | ホ 丨 ル ド | 勝 率 | 打 者 | 投 球 回 | 被 安 打 | 被 本 塁 打 | 与 四 球 | 敬 遠 | 与 死 球 | 奪 三 振 | 暴 投 | ボ 丨 ク | 失 点 | 自 責 点 | 防 御 率 | W H I P |
| --------- | --------- | ----- | ----- | ----- | ----- | -------- | ----- | ----- | -------- | ----------- | ----- | ----- | -------- | -------- | ----------- | -------- | ----- | -------- | -------- | ----- | -------- | ----- | -------- | -------- | ------- |
| 2007      | BAL       | 9     | 4     | 0     | 0     | 0        | 0     | 2     | 0        | 0           | .000  | 122   | 24.2     | 25       | 3           | 23       | 1     | 1        | 24       | 3     | 0        | 21    | 19       | 6.93     | 1.95    |
| 2008      | BAL       | 17    | 17    | 0     | 0     | 0        | 6     | 6     | 0        | 0           | .500  | 393   | 84.1     | 99       | 16          | 51       | 3     | 3        | 57       | 6     | 0        | 67    | 63       | 6.72     | 1.78    |
| 2009      | BAL       | 2     | 0     | 0     | 0     | 0        | 0     | 0     | 0        | 0           | ----  | 16    | 1.1      | 8        | 1           | 2        | 0     | 2        | 1        | 0     | 0        | 10    | 10       | 67.50    | 7.50    |
| 2011      | LG        | 30    | 28    | 1     | 0     | 0        | 11    | 13    | 0        | 0           | .458  | 719   | 164.2    | 149      | 11          | 84       | 0     | 15       | 122      | 8     | 1        | 79    | 71       | 3.88     | 1.42    |
| 2012      | LG        | 32    | 25    | 1     | 0     | 0        | 5     | 12    | 5        | 0           | .294  | 656   | 151.1    | 138      | 6           | 68       | 3     | 9        | 144      | 13    | 1        | 68    | 62       | 3.69     | 1.36    |
| 2013      | LG        | 32    | 32    | 2     | 1     | 0        | 10    | 13    | 0        | 0           | .435  | 837   | 202.2    | 153      | 11          | 88       | 1     | 20       | 188      | 8     | 0        | 78    | 69       | 3.06     | 1.19    |
| 2015      | PIT       | 14    | 0     | 0     | 0     | 0        | 1     | 4     | 0        | 0           | .200  | 106   | 23.1     | 26       | 4           | 12       | 2     | 3        | 27       | 1     | 0        | 11    | 11       | 4.24     | 1.63    |
| 2016      | 楽天      | 5     | 2     | 0     | 0     | 0        | 0     | 3     | 0        | 1           | .000  | 59    | 11.2     | 17       | 1           | 9        | 1     | 0        | 13       | 1     | 0        | 9     | 9        | 6.94     | 2.23    |
| 2019      | Lamigo    | 30    | 27    | 0     | 0     | 0        | 16    | 6     | 2        | 1           | .727  | 686   | 161.2    | 155      | 19          | 58       | 1     | 6        | 179      | 4     | 1        | 84    | 75       | 4.18     | 1.32    |
| MLB：4年  | MLB：4年  | 42    | 21    | 0     | 0     | 0        | 7     | 12    | 0        | 0           | .368  | 637   | 133.2    | 158      | 24          | 88       | 6     | 9        | 109      | 10    | 0        | 109   | 103      | 6.94     | 1.84    |
| KBO：3年  | KBO：3年  | 94    | 85    | 4     | 1     | 0        | 26    | 38    | 5        | 0           | .406  | 2212  | 518.2    | 440      | 28          | 240      | 4     | 44       | 454      | 29    | 2        | 225   | 202      | 3.51     | 1.31    |
| NPB：1年  | NPB：1年  | 5     | 2     | 0     | 0     | 0        | 0     | 3     | 0        | 1           | .000  | 59    | 11.2     | 17       | 1           | 9        | 1     | 0        | 13       | 1     | 0        | 9     | 9        | 6.94     | 2.23    |
| CPBL：1年 | CPBL：1年 | 30    | 27    | 0     | 0     | 0        | 16    | 6     | 2        | 1           | .727  | 686   | 161.2    | 155      | 19          | 58       | 1     | 6        | 179      | 4     | 1        | 84    | 75       | 4.18     | 1.32    |

- 2019年度シーズン終了時
- 各年度の太字はリーグ最高

### 年度別守備成績
| 年 度 | 球 団 | 投手（P） | 投手（P） | 投手（P） | 投手（P） | 投手（P） | 投手（P） |
| 年 度 | 球 団 | 試 合     | 刺 殺     | 補 殺     | 失 策     | 併 殺     | 守 備 率  |
| ----- | ----- | --------- | --------- | --------- | --------- | --------- | --------- |
| 2007  | BAL   | 9         | 0         | 0         | 0         | 0         | ----      |
| 2008  | BAL   | 17        | 3         | 7         | 3         | 0         | .769      |
| 2009  | BAL   | 2         | 0         | 0         | 0         | 0         | ----      |
| 2015  | PIT   | 14        | 2         | 2         | 0         | 0         | 1.000     |
| MLB   | MLB   | 42        | 5         | 9         | 3         | 0         | .824      |

- 2018年度シーズン終了時

### タイトル
KBO
- 最多奪三振：1回 （2013年）

CPBL
- 最多勝利：1回（2019年）
- 最多奪三振：1回（2019年）

### 表彰
CPBL
- 月間MVP：2回（投手部門：2019年6月、2019年8月）

### 記録
初記録
NPB
- 初登板・初ホールド：2016年3月26日、対福岡ソフトバンクホークス2回戦（楽天Koboスタジアム宮城）、11回表に6番手で救援登板、1回無失点
- 初奪三振：同上、11回表に川島慶三から空振り三振
- 初先発登板：2016年6月1日、対阪神タイガース2回戦（楽天Koboスタジアム宮城）、6回4失点で敗戦投手

その他の記録
CPBL
- オールスターゲーム出場：1回（2019年）

### 背番号
- 58 （2007年、2011年 - 2013年、2015年）
- 62 （2008年 - 2009年）
- 49 （2016年）
- 38 （2019年 - 2020年）